# Isla María Magdalena
Die Isla María Magdalena ist die zweitgrößte Insel der mexikanischen Islas Marías im östlichen Pazifischen Ozean. Administrativ gehört sie zum Municipio San Blas im Bundesstaat Nayarit. Benannt ist sie nach Maria Magdalena, einer Jüngerin Jesu Christi.

## Geographie
María Magdalena liegt etwa 70 km vor der Westküste Mexikos im Zentrum der Islas Marías. 4 km nördlich von ihr liegt María Madre, die größte Insel des Archipels, 12 km südöstlich von ihr María Cleofas, die dritte der drei Inseln, deren Namen mit „María“ beginnt. María Magdalena ist in Ost-West-Richtung etwa 14 km lang, in Nord-Süd-Richtung bis zu 7,3 km breit und weist eine Fläche von 70,44 km² auf. Die unbewohnte Insel erreicht eine Höhe von 457 m über dem Meer.

## Tierwelt (Fauna)
María Magdalena ist eine der beiden Inseln, auf denen der für die Islas Marías endemische Tres-Marias-Waschbär (Procyon lotor insularis), eine Unterart des Waschbären, vorkommt. Die ebenfalls endemische Tres-Marias-Hirschmaus (Peromyscus madrensis) wurde auf María Magdalena nicht mehr gesichtet und wurde vermutlich von eingeschleppten Ratten verdrängt. 